# Nicholaus Arson
Pour les articles homonymes, voir Arson.
Nicholaus Arson (né Niklas Almqvist, le 26 janvier 1977) est un guitariste punk, guitariste du groupe The Hives. Il forme le groupe en 1993 avec son frère Howlin' Pelle Almqvist, le leader du groupe.
Originaire de la petite ville suédoise de Fagersta, Nicholaus est considéré comme un guitariste hors pair, tant son jeu de scène est énergique et ses riffs simples mais agressifs.
Tout comme les autres musiciens du groupe, il utilise généralement un amplificateur Fender et joue sur plusieurs Telecaster.